# Cao Thiệu Nghĩa
Cao Thiệu Nghĩa (giản thể: 高绍义; phồn thể: 高紹義; bính âm: Gāo Shàoyì), thường được biết đến với tước hiệu Phạm Dương vương (范陽王), là một hoàng thân của triều đại Bắc Tề trong lịch sử Trung Quốc. Sau khi đế quốc rơi vào tay Bắc Chu vào năm 577, ông đã tuyên bố là người thừa kế đế vị Bắc Tề trong khi đang lưu vong dưới sự bảo trợ của Đột Quyết. Năm 580, sau khi điều đình nghị hòa với Bắc Chu, Đột Quyết đã đưa Cao Thiệu Nghĩa sang Bắc Chu, và ông bị đưa đi đày tại đất Thục. Hầu hết sử gia truyền thống không xem Cao Thiệu Nghĩa thực sự là một hoàng đế của Bắc Tề.

## Bối cảnh
Cao Thiệu Nghĩa là con trai thứ ba của Văn Tuyên Đế- vị hoàng đế đầu tiên của Bắc Tề. Mẫu thân của Cao Thiệu Nghĩa là thế phụ Phùng thị của Văn Tuyên Đế, tức thuộc hàng phi tần thứ ba. Năm 559, Văn Tuyên Đế phong ông làm Quảng Dương vương. Sau khi Văn Tuyên Đế qua đời cũng trong năm đó, huynh trưởng của Cao Thiệu Nghĩa là Cao Ân trở thành hoàng đế, tức Phế Đế, và khoảng tết năm 560, Cao Ân cải phong Cao Thiệu Nghĩa thành Phạm Dương vương.
Trong thời gian trị vì của Cao Ân và những người kế vị (cũng là thúc phụ của Cao Thiệu Nghĩa) là Hiếu Chiêu Đế và Vũ Thành Đế, Cao Thiệu Nghĩa dần được thăng quan, và trong thời gian trị vì của Vũ Thành Đế, ông được phong chức "thanh đô doãn". Ông được mô tả là thích uống rượu cùng các trợ thủ, và từng bị kết tội đã sai khiến hoạn quan của mình giết chết bác sĩ (tức tiến sĩ) Nhâm Phương Vinh (任方榮). Vũ Thành Đế phạt đánh 200 gậy, và sau đó đưa ông đến chỗ Lý Tổ Nga (hoàng hậu của Văn Tuyên Đế), bà tiếp tục phạt đánh ông thêm 100 gậy nữa.
Năm 577, khi kình địch Bắc Chu tiến hành một chiến dịch tấn công lớn nhằm vào Bắc Tề, hoàng đế Cao Vĩ đã chạy trốn từ bồi đô Tấn Dương (晉陽, nay thuộc Thái Nguyên, Sơn Tây) về kinh đô Nghiệp thành, và ông ta phong Cao Thiệu Nghĩa làm thượng thư lệnh, thứ sử của Định châu (定州, nay gần tương ứng với Bảo Định, Hà Bắc). Sau đó, đến khi Cao Vĩ bị quân Bắc Chu bắt giữ, hầu hết các châu của Bắc Tề đều đầu hàng.
Tuy nhiên, nguyên trưởng sử của Bắc Sóc châu (北朔州, nay gần tương ứng với Sóc Châu, Sơn Tây) là Triệu Mục (趙穆) đã bắt giữ tướng Bắc Chu (từng là tướng Bắc Tề) Phong Phụ Tương (封輔相), và cố gắng nghênh đón bá phụ của Cao Thiệu Nghĩa là Nhâm Thành vương Cao Giai (高湝) đến Bắc Sóc châu để lãnh đạo cuộc kháng chiến, song việc đã không thành. Do đó Triệu Mục đã nghênh đón Cao Thiệu Nghĩa, và khi Cao Thiệu Nghĩa ở Mã Ấp (馬邑)- thủ phủ của Bắc Sóc châu, quân dân địa phương đã ủng hộ phong trào kháng chiến của ông. Cao Thiệu Nghĩa đã dẫn quân tiến về phía nam với hy vọng tái chiếm Tấn Dương, song đã không thành công trong việc bao vây Tân Hưng (新興, nay thuộc Hãn Châu, Sơn Tây). Quân Bắc Chu đã phản công và bắt được Lục Quỳnh (陸瓊), thứ sử của Hiển châu (顯州, một phần Hãn Châu ngày nay), Cao Thiệu Nghĩa phải triệt thoái về Mã Ấp. Do tướng Vũ Văn Thần Cử (宇文神舉) của Bắc Chu đem quân tiến đến Mã Ấp và đánh bại Cao Thiệu Nghĩa, Cao Thiệu Nghĩa đã quyết định chạy trốn đến Đột Quyết. Tại thời điểm này, ông vẫn nắm trong tay 3.000 lính, và ông ra lệnh: Nếu các ngươi muốn trở về, hãy cứ làm vậy" Trên một nửa quân lính đã làm theo lời đề nghị này của ông.
Khi Cao Thiệu Nghĩa đến Đột Quyết, do từ lâu đã ngưỡng một Văn Tuyên Đế, nay lại trông thấy Cao Thiệu Nghĩa có mắt cá chân đặc biệt lớn giống như Văn Tuyên Đế, Đà Bát khả hãn đã rất quý và tôn trọng Cao Thiệu Nghĩa. Ông ta trao các thần dân cũ của Bắc Tề cho Cao Thiệu Nghĩa, gồm những người đã chạy đến hoặc bị bắt đến Đột Quyết.

## Xưng đế trong khi lưu vong
Hầu như toàn bộ lãnh thổ Bắc Tề đã rơi vào tay Bắc Chu, song một người họ hàng xa của hoàng tộc Bắc Tề-Doanh châu thứ sử Cao Bảo Ninh (高寶寧) (tại khu vực nay thuộc Triều Dương, Liêu Ninh) đã từ chối đầu hàng. Khoảng tết năm 578, Cao Bảo Ninh đã gửi một thỉnh nguyện thư cho Cao Thiệu Nghĩa, trong đó khuyên Cao Thiệu Nghĩa xưng đế. Do đó, Cao Thiệu Nghĩa đã tuyên bố trở thành hoàng đế Bắc Tề với sự hỗ trợ quân sự từ Đột Quyết, dùng niên hiệu "Vũ Bình".
Vào mùa xuân năm 578, Bắc Chu Vũ Đế qua đời, Cao Thiệu Nghĩa cho rằng đây là cơ hội tốt để phục quốc Bắc Tề. Đồng thời, lãnh đạo quân khởi nghĩa nông dân ở U châu (nay thuộc Bắc Kinh) là Lô Xương Kì (盧昌期), đã chiếm được Phạm Dương (范陽, nay thuộc Bảo Định) và nghênh đón Cao Thiệu Nghĩa đến hội quân. Cao Thiệu Nghĩa đã dẫn quân Đột Quyết tìm cách trợ giúp cho Lô Xương Kì tấn công Kế thành (nay thuộc Bắc Kinh), và ông đã đánh bại tướng dưới quyền Vũ Văn Thần Cử là Vũ Văn Ân (宇文恩), song trong lúc này, Vũ Văn Thần Cử đã chiếm Phạm Dương và giết chết Lô Xương Kì. Cao Thiệu Nghĩa đã thay sang tang phục và công khai than khóc Lô Xương Kì, song sau đó đã triệt thoái về Đột Quyết.
Vào mùa xuân năm 579, Đà Bát khả hãn yêu cầu hòa thân với Bắc Chu. Bắc Chu Tuyên Đế đã phong nữ nhi của hoàng thúc Triệu vương Vũ Văn Chiêu (宇文招) làm Thiên Kim công chúa, ra điều kiện sẽ gả cô cho Đà Bát khả hãn nếu ông ta chịu giao Cao Thiệu Nghĩa, song Đà Bát khả hãn đã từ chối.

## Qua đời
Năm 580, sau khi Tuyên Đế qua đời, Dương Kiên trở thành người nhiếp chính cho Bắc Chu Tĩnh Đế, ông ta vẫn gả Thiên Kim công chúa sang cho Đà Bát khả hãn. Sau đó, Dương Kiên phái Hạ Nhạc Nghị (賀若誼) đến Đột Quyết để hối lộ cho Đà Bát khả hãn nhằm đưa Cao Thiệu Nghĩa về Bắc Chu. Đà Bát khả hãn thấy Cao Thiệu Nghĩa không còn hữu dụng nên chấp thuận, ông ta giả bộ mời Cao Thiệu Nghĩa đi săn và lừa ông đến vùng biên cảnh phía nam Đột Quyết để Hạ Nhạc Nghị bắt giữ. Vào mùa thu năm 580, Cao Thiệu Nghĩa bị giải đến kinh thành Trường An của Bắc Chu, và sau đó bị đưa đi lưu đày ở đất Thục. Trong khi đó, phi của ông- con gái của Phong Hiếu Uyển (封孝琬) đã bỏ trốn về từ Đột Quyết, mặc dù họ không thể đoàn tụ song Cao Thiệu Nghĩa từ Thục đã gửi một bức thư cho bà, viết rằng: "Di Địch vô tín, tống Ngô vô thử". Nhiều năm sau đó, Cao Thiệu Nghĩa qua đời trên đất Thục.